# Mandera (hrabstwo)
Mandera – hrabstwo w północno-wschodniej Kenii. Jego stolicą i największym miastem jest Mandera. Według spisu powszechnego z 2019 r. hrabstwo liczy 867,5 tys. osób i ma powierzchnię 25 940 km². Mandera graniczy z Etiopią na północy, Republiką Somalii na wschodzie i hrabstwem Wajir na południu. Inne większe miasta to: Elwak, Rhamu, Lafey i Takaba.
Zwierzęta gospodarskie stanowią główne źródło utrzymania dla 90% populacji hrabstwa. Większość ludności to Somalowie. 

## Podział administracyjny
Hrabstwo Mandera składa się z sześciu okręgów: 
- Mandera West,
- Mandera South,
- Banisa,
- Mandera North,
- Mandera East i
- Lafey.

## Religia
Struktura religijna w 2019 roku wg Spisu Powszechnego:
- islam – 99,35%
- katolicyzm – 0,21%
- pozostali chrześcijanie – 0,2%
- protestantyzm – 0,16%
- hinduizm – 0,06%
- pozostali – 0,02%.